# Paul Bouque
Paul Bouque SCI, né le 5 septembre 1896 à Hauconcourt et mort le 15 août 1979 à Cannes, est un missionnaire déhonien français qui fut évêque de Nkongsamba au Cameroun.

## Biographie
Paul Bouque naît dans une famille lorraine pieuse, deux de ses quatre sœurs seront religieuses de Sainte-Chrétienne et il a un frère. Paul Bouque est ordonné prêtre pour les déhoniens le 26 juillet 1925 à Louvain. Arrivé au Cameroun en 1926, il travaille d'abord à Banka dans l'enseignement et l'année suivante le T.R.P. Plissonneau l'appelle à Mbanga dont il devient le supérieur en 1928. Il y a alors quinze missionnaires répartis en six stations, vingt-quatre mille chrétiens et treize mille catéchumènes.

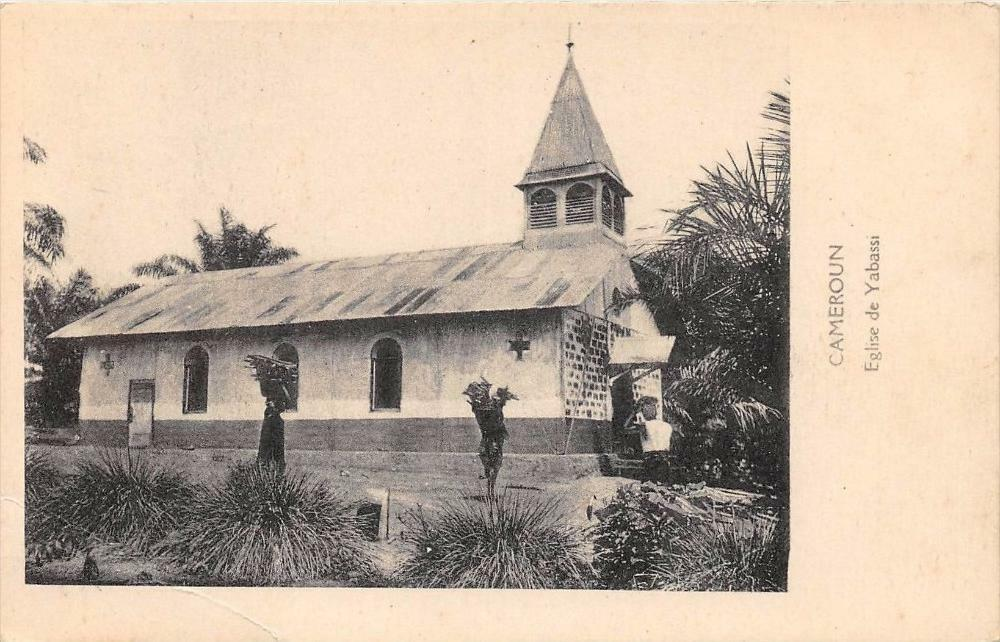
Église de Yabassi.

Il fonde deux nouvelles stations principales : Yabassi, sur le Wouri, et Bétamba, sur la Sanaga. Le pape Pie XI le nomme le 28 octobre 1930 préfet apostolique de Foumban, puis le 28 mai 1934, évêque titulaire (in partibus) de Vagada (de) et vicaire apostolique de Foumban. Il est consacré à la cathédrale de Metz par Mgr Pelt, évêque de Metz, le 21 novembre suivant, assisté de Mgr Vogt CSSp, vicaire apostolique du Cameroun et Mgr Buckx SCI, vicaire apostolique de Finlande. En 1936, Mgr Bouque transfère le petit séminaire à Melong, au nord de Nkongsamba. Les premiers candidats de ce séminaire sont acceptés au grand séminaire de Mvolyé en 1940. Albert Ndongmo est admis au séminaire de Melong en septembre 1940. Plus tard, il succédera à Mgr Bouque au siège de Nkongsamba.
Pie XII le nomme le 14 septembre 1955 évêque de Nkongsamba. Il y fonde la congrégation indigène des Sœurs de la Sainte-Union des Sacrés Cœurs de Jésus et Marie. Après sa démission le 16 juin 1964, le pape Paul VI le nomme évêque in partibus d'Abbir Germaniciana. Il participe à toutes les sessions du Concile Vatican II. Il prend sa retraite le 1er août  1976.